# Earl Wolff
Earl Wolff (Raeford, 15 dicembre 1989) è un giocatore di football americano statunitense che gioca nel ruolo di safety per gli Indianapolis Colts della National Football League (NFL). Fu scelto nel corso del quinto giro (136º assoluto) del Draft NFL 2013 dagli Eagles. Al college ha giocato a football all’Università statale del North Carolina.

## Carriera professionistica

### Philadelphia Eagles
Wolff fu scelto nel corso del quinto giro del Draft 2013 dai Philadelphia Eagles. Debuttò come professionista nella vittoria della settimana 1 contro i Washington Redskins senza fare registrare alcuna statistica. La settimana successiva contro i San Diego Chargers mise a segno i suoi primi sei tackle. La prima gara come titolare in carriera la disputò nella settimana 4 contro i Denver Broncos facendo registrare 7 tackle. Nella settimana 7 contro i Dallas Cowboys, Wolff mise a segno il primo intercetto in carriera ai danni di Tony Romo. La sua stagione da rookie si concluse con 45 tackle e un intercetto in 11 presenze, di cui 6 come titolare. La successiva si concluse in anticipo, venendo inserito in lista infortunati il 18 novembre e terminando con 7 tackle in altrettante partite.

## Statistiche
| Partite totali      | 18 |
| Partite da titolare | 1  |
| Tackle              | 52 |
| Sack                | 0  |
| Intercetti          | 1  |

Statistiche aggiornate alla stagione 2014